# Jessica Haines
Jessica Haines (sinh năm 1978) là một nữ diễn viên người Nam Phi. Cô được biết đến nhiều nhất với bộ phim Disgrace năm 2008, trong đó cô đóng cùng John Malkovich. Cô thường xuyên làm việc ở Johannesburg, Cape Town, Nairobi và Kampala. Cô kết hôn với Richard Ancrum Walker, họ có ba đứa con. Sau khi sống ở Bắc Phi, Tunisia, trong hai năm, sau đó họ chuyển đến Nairobi, Kenya, nơi họ sống 8 năm. Hiện tại họ sinh sống tại Kampala, Uganda.

## Đầu đời và sự nghiệp
Jessica Haines được sinh ra ở Umtata ở Đông Cape của Nam Phi. Cô học tại trường nội trú tại Epworth ở Kwa-Zulu Natal năm 1990. Từ nhỏ cô đã yêu thích sân khấu và tập múa ba lê cổ điển và múa đương đại. Haines góp mặt trong một loạt các chương trình nghệ thuật của trường và tham gia với vai trò chính trong các vở nhạc kịch như Brigadoon, Oklahoma và Fame. Cô đã giành được một học bổng nghệ thuật vào năm 1993 để tiếp tục học tại Epworth và năm 1997, Haines là cô gái đầu tiên tại Epworth giành được danh hiệu văn hóa.
Năm 1998, Haines rời Natal để hoàn thành bằng danh dự tại Đại học Cape Town, nơi cô ban đầu học Văn học Anh, Kịch và Nhân học xã hội. Năm sau, cô đã xin học Cử nhân Nghệ thuật Sân khấu và Biểu diễn tại UCT và đủ điều kiện vào học vào cuối năm 2001. Sự nghiệp chuyên nghiệp của Jessica bắt đầu vào năm 2002.

## Sân khấu
- 2000 Bathezda Moon (Helen Martin) của đạo diễn Lara Bye
- 2001 PAX - (Người phụ nữ thuần hóa) của đạo diễn Jaquie Singer
- Đám cưới máu năm 2001 được đạo diễn bởi Gefforey Hyland
- 2002 Làm việc cho Công ty Nhà hát Tuổi trẻ Cape
- 2003 Macbeth Lady Macbeth do Litsy Katzs làm đạo diễn cho Công ty Nhà hát On Que
- 2004 Làm việc cho Công ty Nhà hát On Que.
- Wolka Lead 2007, được viết bởi Harry Kalmer và đạo diễn bởi Henriette Gryfenberg